# Gösta Liebert
Karl Gösta Liebert, född 11 mars 1916 i Torsby församling, död 17 november 1998 i Sävsjö, var en svensk indolog.
Liebert föddes som son till överläkaren Karl Liebert och Hilda Karlsson. Han tog studentexamen i Göteborg 1935, blev filosofie kandidat vid Lunds universitet 1939, filosofie licentiat 1944 och filosofie doktor vid Göteborgs högskola med avhandlingen Das Nominalsuffix -ti- im Altindischen 1949.
Åren 1940-1944 var han anställd vid Lunds universitetsbibliotek. Han blev docent i sanskrit med jämförande språkforskning vid Lunds universitet 1949 och var verksam som tillförordnad professor där åren 1950 och 1955 samt vid Uppsala universitet 1951-1953. Från 1955 fram till sin pensionering 1982 var han professor i jämförande språkforskning med sanskrit vid Göteborgs universitet.
Han invaldes till ledamot av Kungliga Vetenskaps- och Vitterhetssamhället i Göteborg 1971.

## Publikationer i urval
- Liebert, Gösta (1949) (på tyska). Das Nominalsuffix -ti- im Altindischen: ein Beitrag zur Altindischen und vergleichenden Wortbildungslehre. [Göteborg]: [G. Liebert]. Libris 420126
- Liebert, Gösta (1950) (på tyska). Über das enklit. Pronomen vaḥ als Subjektskasus im Rigveda. Lunds universitets årsskrift. Första avdelningen, Teologi, juridik och humanistiska ämnen, 99-0507131-8 ; 46:3. Lund. Libris 1402274
- Liebert, Gösta (1954) (på tyska). Zum Gebrauch der w-Demonstrativa im ältesten Indoiranischen. Lunds universitets årsskrift. Första avdelningen, Teologi, juridik och humanistiska ämnen, 99-0507131-8 ; 50:9. Lund: Gleerup. Libris 1442682
- Liebert, Gösta (1957) (på tyska). Die indoeuropäischen Personalpronomina und die Laryngaltheorie: ein Beitrag zur Erforschung der Pronominalbildung. Lunds universitets årsskrift. Första avdelningen, Teologi, juridik och humanistiska ämnen, 99-0507131-8 ; 52:7. Lund. Libris 1239202
- Liebert, Gösta (1976) (på engelska). Iconographic dictionary of the Indian religions: Hinduism, Buddhism, Jainism. Studies in South Asian culture, 99-0113296-7 ; 5. Leiden: Brill. Libris 7213361. ISBN 90-04-04545-7